# Besòs (metropolitana di Barcellona)
Besòs è una stazione della linea 4 della metropolitana di Barcellona e della linea T5 del Trambesós, situata nel quartiere di Besòs del distretto di Sant Martí di Barcellona.
La stazione della metropolitana fu inaugurata nel 1982 e quella del Trambesòs, situata in un tunnel semiparallelo al semisotterramento della Gran Via, fu inaugurata nell'ottobre 2006.